# Drámaíró Kerekasztal
A Drámaíró Kerekasztal a hivatásos magyar színházi szerzők egyesülete, 2004-ben jött létre, az első években többtagú ügyvivő testület is segítette az elnök munkáját.
A Kerekasztal kezdeményezésére rendszertelen időközökben ismét kiadásra került a rendszerváltással megszűnt Rivalda c. antológia, amely az adott évadban bemutatott és legjobbnak ítélt új magyar színpadi szövegeket tartalmazza, a Debreceni Csokonai Színházzal közösen megalapította a Deszka Fesztivált, amely a kortárs magyar színművek seregszemléje. 2022-ben a fiatal színházi szerzők elismerésére megalapította a Prológ-díjat.
A Drámaíró Kerekasztal a Magyar Színházi Társaság tagja.

## Alapító tagok
- Bereményi Géza
- Békés Pál
- Deák Ferenc (SRB)
- Egressy Zoltán
- Eörsi István
- Fábri Péter
- Forgách András
- Garaczi László
- Gosztonyi János
- Görgey Gábor
- Háy János
- Horváth Péter
- Hubay Miklós
- Kárpáti Péter
- Kiss Csaba
- Kornis Mihály
- Müller Péter
- Nagy András
- Németh Ákos
- Pozsgai Zsolt
- Sultz Sándor
- Szabó Magda
- Szakonyi Károly
- Szilágyi Andor
- Tasnádi István
- Thuróczy Katalin
- Visky András
- Zalán Tibor[2]

## Elnökei
- 2004–2021 Szakonyi Károly
- 2022– Németh Ákos[3]